# 阿兰·波尔特
阿兰·波尔特（法語：Alain Portes，1961年10月31日—），法国男子手球运动员、教练员。他曾代表法国参加1992年夏季奥林匹克运动会手球比赛，获得一枚铜牌。他也曾在2012年夏季奥林匹克运动会中担任突尼斯男子手球队的主教练。